# Hôtel Mailhet de Vachères
L'hôtel Mailhet de Vachères est un monument situé dans la ville du Puy-en-Velay dans le département de la Haute-Loire.
L'hôtel Mailhet de Vachères, y compris sa cour intérieure et son escalier est inscrit au titre des monuments historiques par arrêté du 30 septembre 1991.